# Xtabay (Tahmek)
Xtabay, es una población del municipio de Tahmek en el estado de Yucatán, México.

## Toponimia
El nombre (Xtabay) proviene del idioma maya y hace referencia al personaje de la Xtabay. 

## Datos históricos
- Originalmente una finca a principios del siglo XX pasa a convertirse en una hacienda.

## Sitios de interés turístico
Se encuentra el casco de una exhacienda llamada “Xtabay”, construido en el siglo XIX.

## Demografía
Según el censo de 2005 realizado por el INEGI, la población de la localidad era de 101 habitantes, de los cuales 57 eran hombres y 44 eran mujeres.
| 151                         | 177 | 165 | 1116 | 126 | 1110 | 126 | 121 | 112 | 86 | 94 | 103 | 101 |
| (Fuente: INEGI [Consultar]) |     |     |      |     |      |     |     |     |    |    |     |     |

## Galería

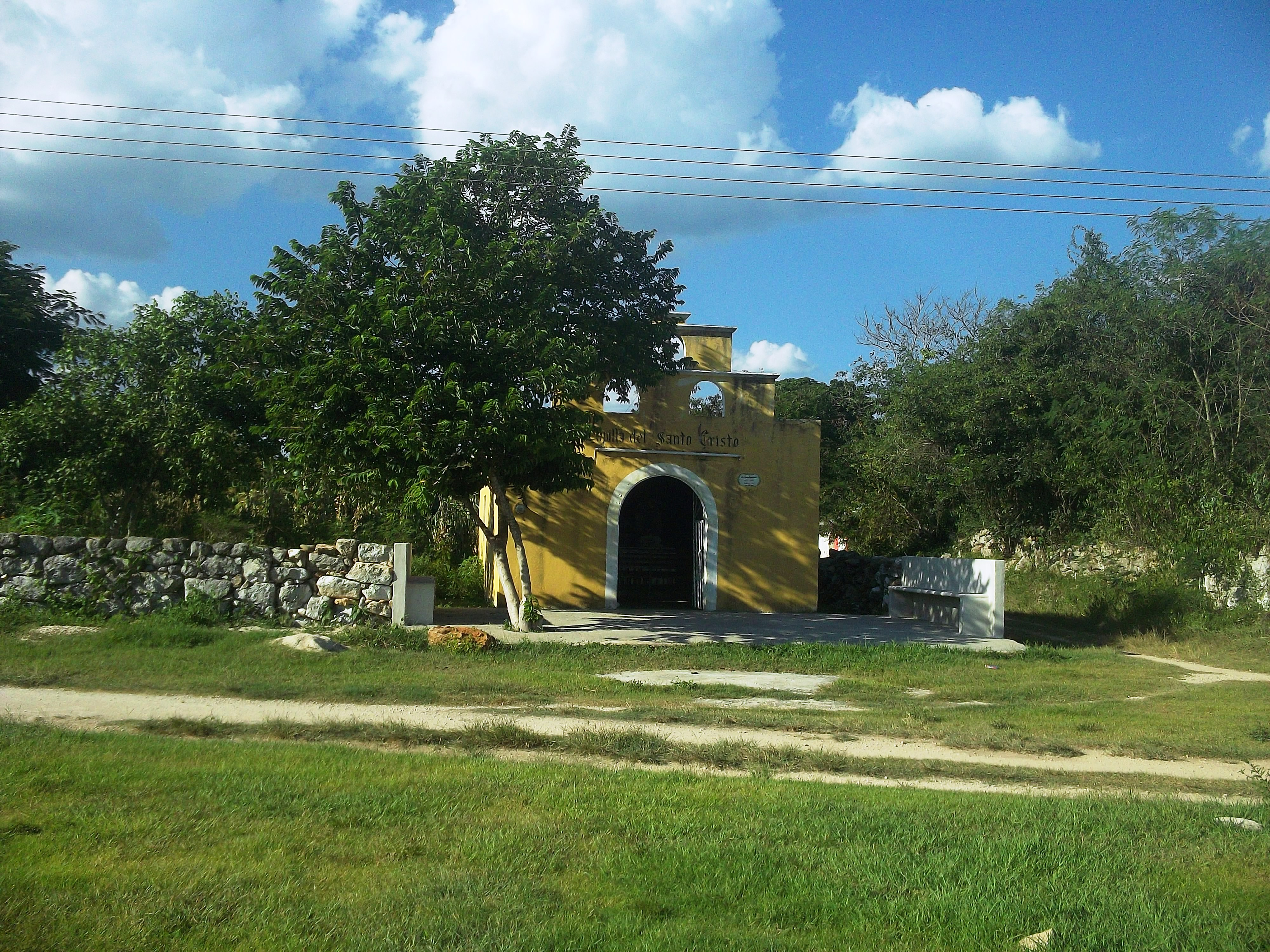
Capilla de Xtabay.
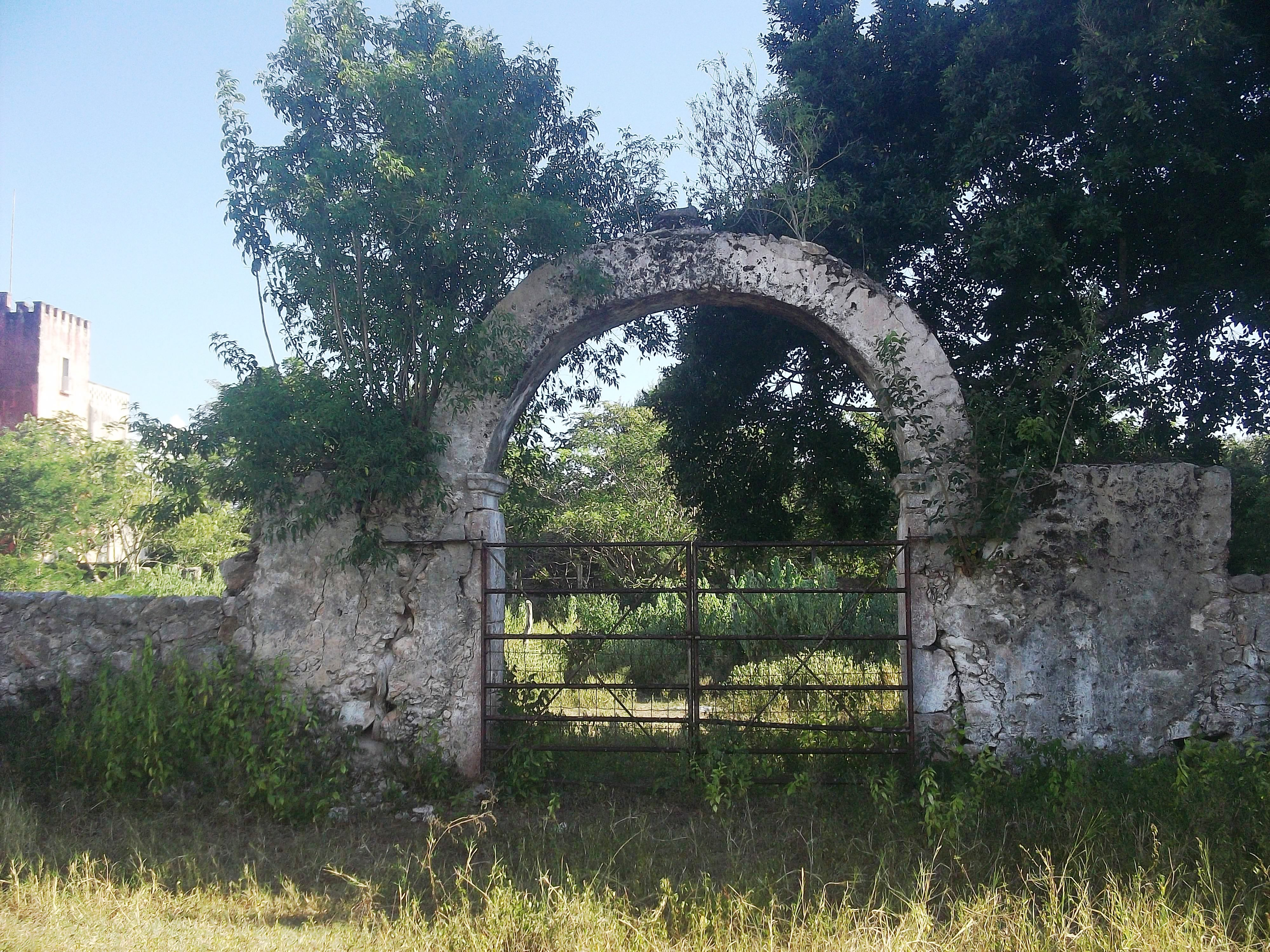
Hacienda de Xtabay.
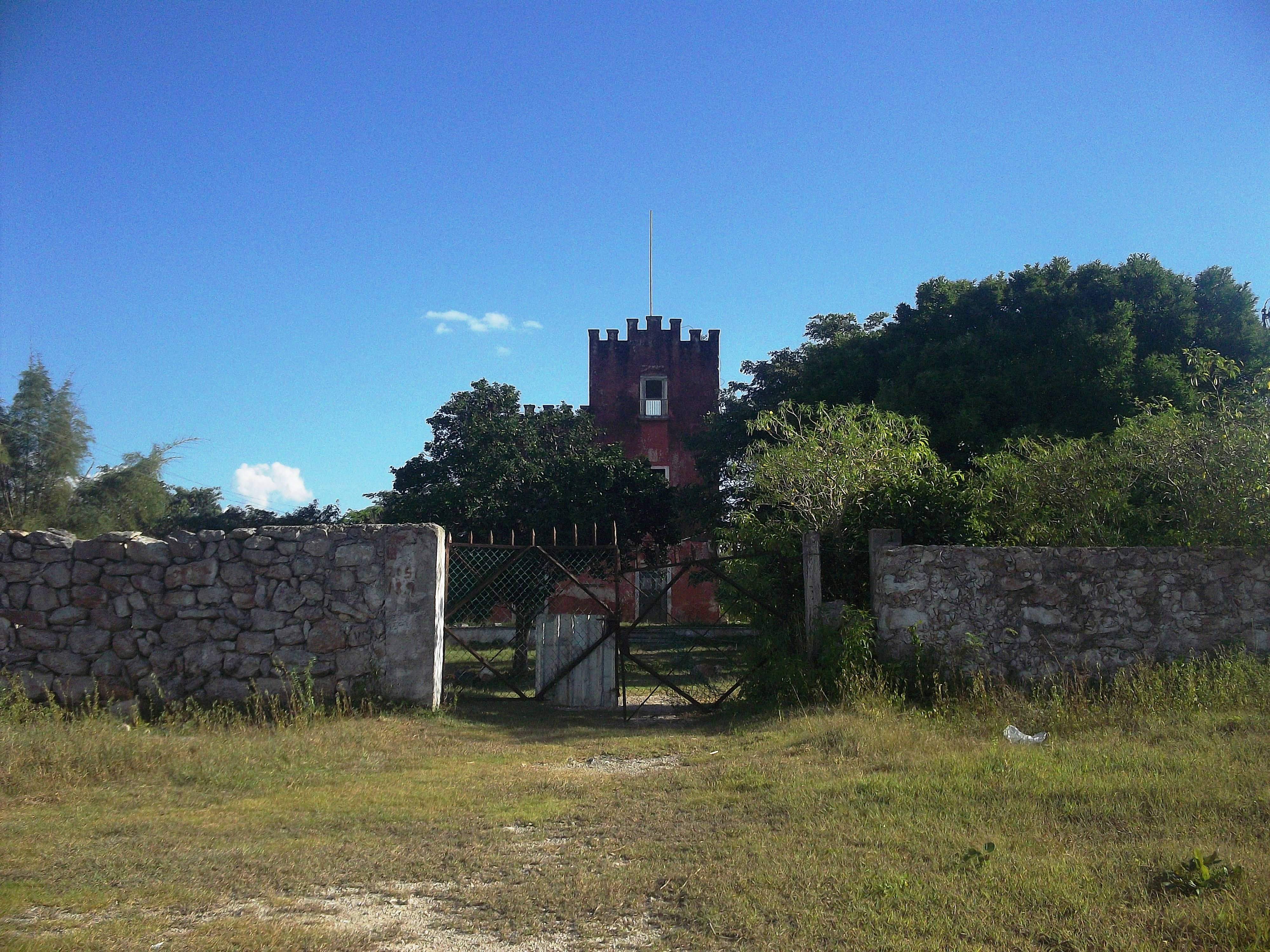
Hacienda de Xtabay.
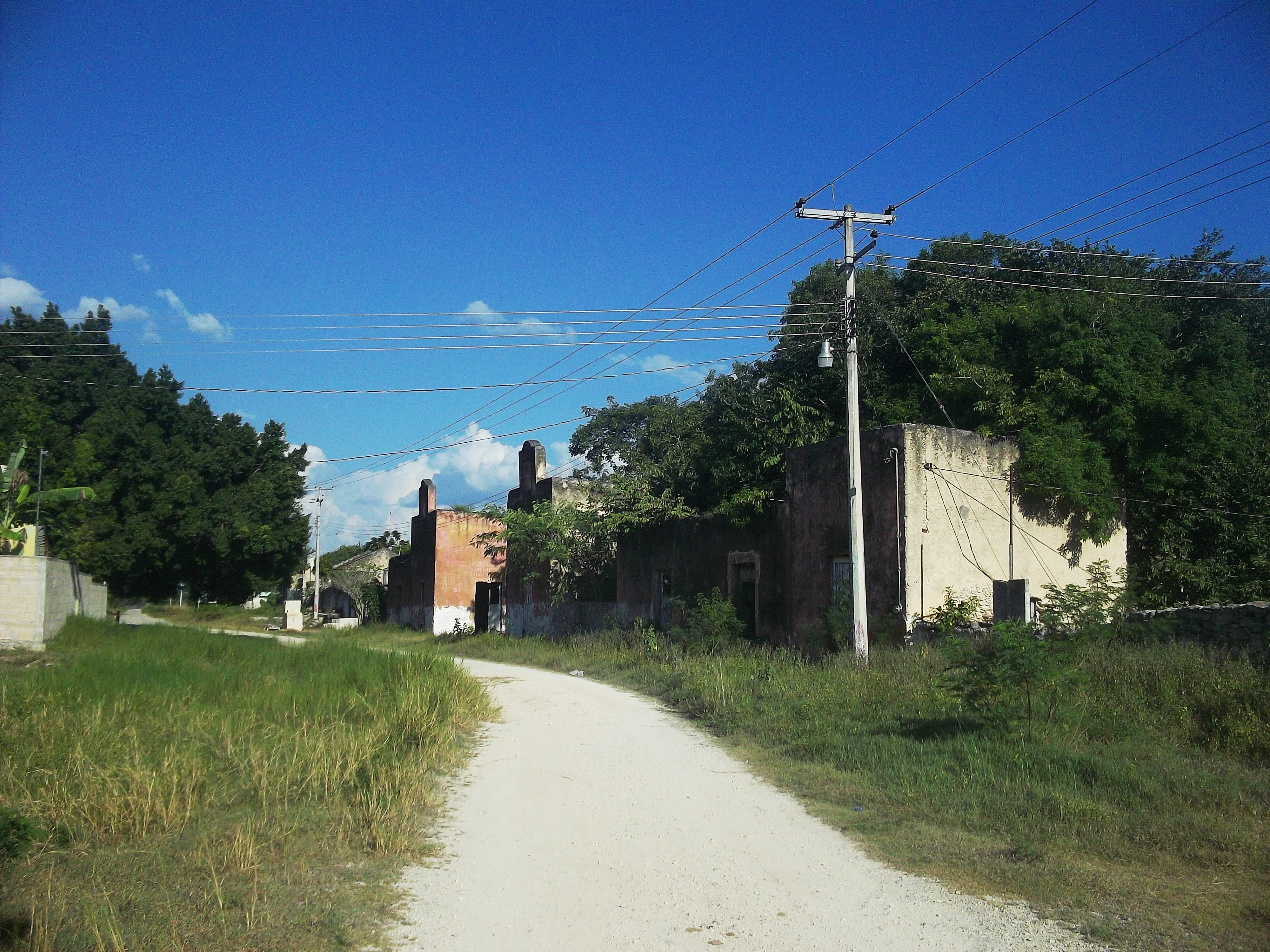
Hacienda de Xtabay.
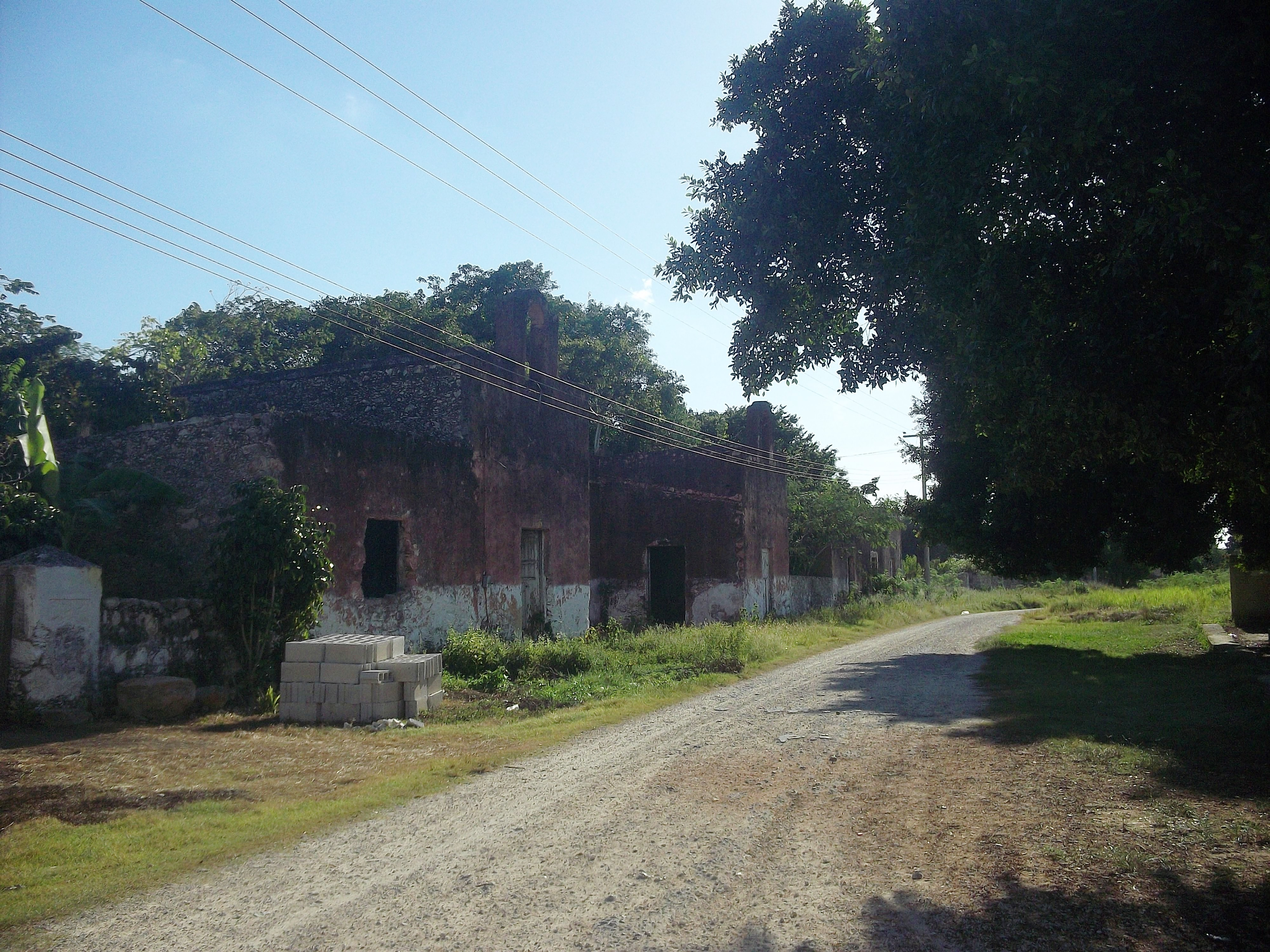
Hacienda de Xtabay.